# STOXX Europe 50
 (octobre 2024).
Si vous disposez d'ouvrages ou d'articles de référence ou si vous connaissez des sites web de qualité traitant du thème abordé ici, merci de compléter l'article en donnant les références utiles à sa vérifiabilité et en les liant à la section « Notes et références ».

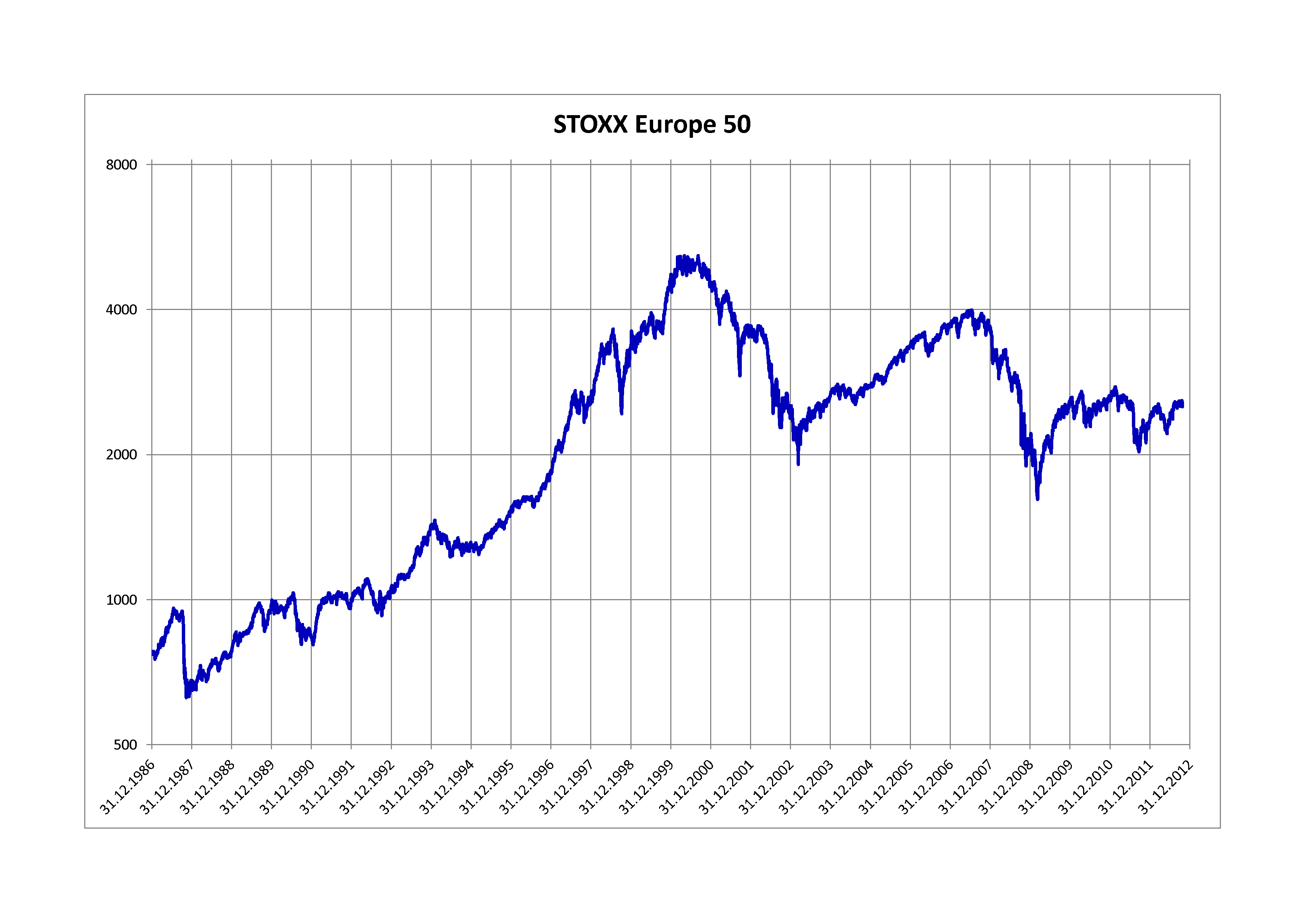
STOXX Europe 50-Index 1986–2012

Le STOXX Europe 50 est un indice boursier composé de 50 des principales capitalisations boursières européennes.

## Composition
Au 28 juin 2011, le STOXX Europe 50 se composait des titres suivants :
| Symbole  | Société                          | Pays        | Secteur                       |
| -------- | -------------------------------- | ----------- | ----------------------------- |
| ABBN VX  | Groupe ABB                       | Suisse      | Industrie                     |
| ALV GY   | Allianz                          | Allemagne   | Finance                       |
| AAL LN   | Anglo American                   | Royaume-Uni | Matériaux                     |
| ABI BB   | Anheuser-Busch InBev             | Belgique    | Consommation non cyclique     |
| AZN LN   | AstraZeneca                      | Royaume-Uni | Santé                         |
| CS FP    | AXA                              | France      | Finance                       |
| BBVA SQ  | Banco Bilbao Vizcaya Argentaria  | Espagne     | Finance                       |
| SAN SQ   | Banco Santander                  | Espagne     | Finance                       |
| BARC LN  | Barclays                         | Royaume-Uni | Finance                       |
| BAS GY   | BASF                             | Allemagne   | Matériaux                     |
| BAYN GY  | Bayer                            | Allemagne   | Santé                         |
| BG/ LN   | BG Group                         | Royaume-Uni | Énergie                       |
| BLT LN   | BHP Billiton                     | Royaume-Uni | Matériaux                     |
| BNP FP   | BNP Paribas                      | France      | Finance                       |
| BP/ LN   | BP                               | Royaume-Uni | Énergie                       |
| BATS LN  | British American Tobacco         | Royaume-Uni | Consommation non cyclique     |
| CSGN VX  | Crédit suisse                    | Suisse      | Finance                       |
| DAI GY   | Daimler                          | Allemagne   | Consommation cyclique         |
| DBK GY   | Deutsche Bank                    | Allemagne   | Finance                       |
| DTE GY   | Deutsche Telekom                 | Allemagne   | Télécommunications            |
| DGE LN   | Diageo                           | Royaume-Uni | Consommation non cyclique     |
| EOAN GY  | E.ON AG                          | Allemagne   | Services aux collectivités    |
| ENI IM   | Ente nazionale idrocarburi       | Italie      | Énergie                       |
| FTE FP   | France Télécom                   | France      | Télécommunications            |
| GSZ FP   | GDF Suez                         | France      | Services aux collectivités    |
| GSK LN   | GlaxoSmithKline                  | Royaume-Uni | Santé                         |
| HMB SS   | Hennes & Mauritz                 | Suède       | Consommation cyclique         |
| HSBA LN  | HSBC Holdings                    | Royaume-Uni | Finance                       |
| INGA NA  | Internationale Nederlanden Groep | Pays-Bas    | Finance                       |
| ISP IM   | Intesa Sanpaolo                  | Italie      | Finance                       |
| NESN VX  | Nestlé                           | Suisse      | Consommation non cyclique     |
| NOK1V FH | Nokia                            | Finlande    | Technologies de l'information |
| NOVN VX  | Novartis                         | Suisse      | Santé                         |
| RIO LN   | Rio Tinto                        | Royaume-Uni | Matériaux                     |
| ROG VX   | Roche Holding                    | Suisse      | Santé                         |
| RDSA NA  | Royal Dutch Shell                | Pays-Bas    | Énergie                       |
| SAN FP   | Sanofi                           | France      | Santé                         |
| SAP GY   | SAP AG                           | Allemagne   | Technologies de l'information |
| SIE GY   | Siemens                          | Allemagne   | Industrie                     |
| GLE FP   | Société générale                 | France      | Finance                       |
| STAN LN  | Standard Chartered               | Royaume-Uni | Finance                       |
| ERICB SS | Ericsson                         | Suède       | Technologies de l'information |
| TEF SQ   | Telefónica                       | Espagne     | Télécommunications            |
| TSCO LN  | Tesco                            | Royaume-Uni | Consommation non cyclique     |
| FP FP    | Total                            | France      | Énergie                       |
| UBSN VX  | UBS AG                           | Suisse      | Finance                       |
| UCG IM   | UniCredit                        | Italie      | Finance                       |
| UNA NA   | Unilever                         | Pays-Bas    | Consommation non cyclique     |
| VOD LN   | Vodafone                         | Royaume-Uni | Télécommunications            |
| ZURN VX  | Zurich Financial Services        | Suisse      | Finance                       |